# 231-ша піхотна дивізія (Третій Рейх)
231-ша піхотна дивізія (нім. 231. Infanterie-Division ) піхотна дивізія Вермахту часів Другої світової війни

## Бойовий шлях
231-ша піхотна дивізія була сформована 26 серпня 1939 року під час 3-ї хвилі мобілізації Вермахту з особового складу XIII-го військового округу. До формування ввійшли 302 (Амберг), 319 (Регенсбург) і 342 (Байройт) піхотні полки, а також 231 артилерійський полк. Першим і єдиним командиром дивізії був генерал-лейтенант Ганс Шенхерл.
Дивізія діяла в районі Саар у складі резерву 1-ї армії. Після взяття німцями Варшави частину було переведено до окупованої Польщі, де вона охороняла кордон на півдні німецько-радянської лінії розмежування для запобігання радянським атакам у період, коли основні сили Німеччини вели бойові дії на Заході.
Після Французької компанії дивізія була переведена на військовий полігон Ордруф, де була розформована 31 липня 1940 року. З військ дивізії формувалися 11-та, 20-та танкові дивізії та частини охорони таборів для військовополонених. Дивізія не взяла участь в жодному бою за час свого існування.

## Структура
- 302-й піхотний полк
- 319-й піхотний полк
- 342-й піхотний полк
- 231-й артилерійський полк
- 231-й інженерний батальйон
- 231-й запасний батальйон
- 231-й протитанковий відділ
- 231-й розвідувальний відділ
- 231-й відділ зв'язку
- 231-ша група забезпечення

## Командування
Генерал-лейтенант Ганс Шенхарль, перший і єдиний командир дивізії.